# Perlorita
Perlorita là một chi bướm đêm thuộc phân họ Tortricinae của họ Tortricidae.

## Các loài
- Perlorita pilumgestatum Razowski & Pelz, 2001